# Liste des évêques et archevêques de Santafé de Nouvelle-Grenade-Bogota
Cette liste recense les archevêques qui se sont succédé sur le siège de Santa Fe de Bogotá, capitale du Royaume de Nouvelle-Grenade, depuis la création du diocèse le 11 septembre 1562 et son élévation au rang d'archidiocèse deux ans plus tard. Il change son nom de Santafé de Nouvelle-Grenade pour celui d'archidiocèse de Bogota le 8 juin 1898.

## Archevêques
- Juan de los Barrios, O.F.M.Obs (22 mars 1564 - 12 février 1569)
- Luis Zapata de Cárdenas, O.F.M (8 novembre 1570 - 24 janvier 1590)
- Alfonso López de Ávila (29 novembre 1591 - 30 décembre 1591)
- Bartolomé Martínez Menacho y Mesa (30 avril 1593 - 17 août 1594)
- Bartolomé Lobo Guerrero (12 août 1596 - 19 novembre 1607), nommé archevêque de Lima
- Juan Castro, O.S.A (7 janvier 1608 - juin 1609)
- Pedro Ordóñez y Flórez (19 avril 1610 - 11 juin 1614)
- Hernando de Arias y Ugarte (14 mars 1616 - 15 avril 1624), nommé archevêque de La Plata o Charcas
- Julián de Cortázar (7 avril 1625 - 31 octobre 1630)
- Bernardino de Almansa Carrión (15 décembre 1631 - 26 septembre 1633)
- Cristóbal de Torres, O.P (8 janvier 1635 - 8 juillet 1654)
  - Sede vacante (1654-1659)
- Juan de Dios Aguinao, O.P (10 novembre 1659 - 5 octobre 1678)
- Antonio Sanz Lozano (19 août 1680 - 28 mai 1688)
- Ignacio de Urbina, O.S.H (7 novembre 1689 - 18 avril 1701), nommé évêque de Tlaxcala
  - Sede vacante (1701-1704)
- Francisco de Cosío y Otero (14 janvier 1704 - 29 novembre 1715)
- Francisco del Rincón, O.M (5 octobre 1716 - 28 juin 1723)
- Antonio Claudio Álvarez de Quiñones (29 janvier 1725 - 21 octobre 1736)
- Juan de Galabís, O.Praem (3 mars 1738 - 14 novembre 1739)
- Diego Fermín de Vergara, O.S.A (19 décembre 1740 - 7 février 1744)
- Pedro Felipe de Azúa e Iturgoyen (18 décembre 1744 - 11 avril 1753)
- José Javier de Arauz y Rojas (28 mai 1753 - février 1764)
- Francisco Antonio de la Riva Mazo (9 décembre 1765 - 8 décembre 1768)
- Lucas Ramírez Galán, O.F.M (21 août 1769 - 12 décembre 1770), nommé évêque de Tui
- Agustín Manuel Camacho y Rojas (4 mars 1771 - 13 avril 1774)
- Agustín de Alvarado y Castillo (13 mars 1775 - 14 décembre 1778), nommé évêque de Ciudad Rodrigo
- Antonio Caballero y Góngora (14 décembre 1778 - 15 septembre 1788), nommé évêque de Cordoue
- Baltazar Jaime Martínez de Compañón (15 décembre 1788 - 17 août 1797)
- Fernando del Portillo y Torres, O.P (29 octobre 1798 - 20 janvier 1804)
- Juan Bautista Sacristán y Galiano (20 août 1804 - 1er février 1817)
  - Sede vacante (1817-1819)
- Isidoro Domínguez, C.R.M (23 août 1819 - 6 avril 1822)
  - Sede vacante (1822-1827)
- Fernando Caycedo Flórez (21 mai 1827 - 17 février 1831)
  - Sede vacante (1831-1834)
- Manuel José Mosquera y Arboleda (19 décembre 1834 - 10 décembre 1853)
- Antonio Herrán y Zaldúa (13 janvier 1854 - 6 février 1868)
- Vicente Arbeláez Gómez (6 février 1868 - 29 juin 1884)
- José Telésforo Paúl Vargas, S.J (6 août 1884 - 8 avril 1889)
- Ignacio León Velasco, S.J (27 mai 1889 - 10 avril 1891)
- Bernardo Herrera Restrepo (4 juin 1891 - 2 janvier 1928)
- Ismael Perdomo Borrero † (2 janvier 1928 - 3 juin 1950)
- Crisanto Luque Sánchez (14 juillet 1950 - 7 mai 1959)
- Luis Concha Córdoba (18 mai 1959 - 29 juillet 1972)
- Aníbal Muñoz Duque (29 juillet 1972 - 25 juin 1984)
- Mario Revollo Bravo (25 juin 1984 - 13 août 1994)
- Pedro Rubiano Sàenz (27 décembre 1994 - 8 juillet 2010)
- Rubén Salazar Gómez (8 juillet 2010 - 25 avril 2020)
- Luis José Rueda Aparicio, depuis le 25 avril 2020

## Sources
- (en) « Archdiocese of Bogotá  : Past and Present Ordinaries », sur catholic-hierarchy.org (consulté le 18 septembre 2023)